# Chained
Chained è un film del 2012 diretto da Jennifer Lynch.

## Trama
Dopo essere stati al cinema, la giovane Sarah Fittler e il figlio Tim prendono un taxi per tornare a casa, ma l'autista della vettura, Bob, li rapisce conducendoli nella propria isolata abitazione. Il tassista uccide la madre, riservando a Tim un trattamento diverso; lo tiene incatenato, facendogli fare i lavori di casa e seppellire i corpi delle nuove vittime.
Bob è infatti un serial killer che spesso, alla fine della giornata lavorativa, rapisce e uccide giovani donne. Gli anni passano e il ragazzo cresce in completa prigionia, con la sola compagnia del suo carceriere che, a suo modo, comincia a considerarlo un figlio, facendogli studiare libri di anatomia e facendolo assistere alle sue esecuzioni. Tim è psicologicamente succube di Bob: quando il ragazzo ha raggiunto i diciott'anni, Bob lo libera dalle catene e gli impone di scegliere la foto della sua prima vittima. Tim si oppone all'idea di diventare un assassino, ma capisce che quella è la sua unica speranza di tornare libero.
Caduta la scelta su una certa Angie, il tassista la porta a casa, rinchiudendola in una stanza nella quale viene introdotto Tim, lasciato solo con il compito di ucciderla: poco più tardi Bob lo vede mentre trascina via il suo corpo. A quel punto, Tim esprime la volontà di andare a caccia. Bob, soddisfatto, lo porta con sé in taxi una notte. Quando però si avvede che il giovane ha scritto sulla fiancata dell'auto la parola "aiuto", capisce tutto: Tim, forte delle sue conoscenze anatomiche, ha solo simulato l'uccisione, ferendo Angie in modo non grave.
Tornato a casa per completare il lavoro lasciato in sospeso, Bob viene fermato e ucciso da Tim. Tra le carte del killer il ragazzo trova traccia di un compenso che suo padre Brad aveva corrisposto a Bob - il quale si scopre essere suo fratello maggiore -, un omicidio di madre e figlio dopo il rapimento. I flashback precedenti di Bob, infatti, facevano notare che i due fratelli erano da ragazzi succubi del padre, che costrinse lo stesso Bob ad avere un rapporto incestuoso con sua madre, uno degli incubi frequenti del serial killer. Tim si reca a casa del padre, cui rivela, davanti all'ignara moglie Marie, la sua scoperta. La donna si scaglia contro il mandante dell'omicidio della prima moglie, e sta per essere finita da Brad quando Tim colpisce a morte il padre.

## Riconoscimenti
- Sitges - Festival internazionale del cinema fantastico della Catalogna 2012
  - Premio speciale della giuria e miglior attore (Vincent D'Onofrio)